# Darcy Van Poelgeest
Darcy Van Poelgeest est un auteur canadien qui a réalisé plusieurs courts-métrages et écrit la bande dessinée Little Bird.

## Distinctions
- 2020 : prix Eisner de la meilleure mini-série pour Little Bird (avec Ian Bertram)[2]